# Comité Paralímpico de El Salvador
Comité Paralímpico de El Salvador (COPESA) es la organización deportiva encargada de organizar las actividades de la Paralímpica en El Salvador, y lo representa ante el Comité Paralímpico Internacional (IPC) desde 1984. Su sede se encuentra en San Salvador, El Salvador.

## Historia
En 1984 durante la gestión del Presidente de La República Ing. José Napoléon Duarte Fuertes, se participó en los Juegos Mundiales de 1984 en Stoke Mandeville. La idea era en ese entonces era conocer sobre el deporte para personas con discapacidades físicas. Ese mismo año se inició el trabajo para legalizar la Federación, pero debido al desinterés de las autoridades no se logró el proceso. Bajo la Presidencia del Lic. Alfredo Félix Cristiani Burkard y el presidente de INDES, José Antonio Guandique, en 1994 se tuvieron una serie de reuniones donde estuvo presente Manuel Alvarenga y Jorge Ochoa, se obtuvo el marco legal de la Asociación Salvadoreña del Deporte sobre Sillas de Ruedas (ASADESIR).
Se realizan los Primeros Juegos ParaPanamericanos en México D.F. de 1999 y El Salvador participa a través de una carta de invitación hecha a ASADESIR, como la única asociación legal ante INDES.  La convocatoria también fue enviada al INDES, pero éste no envió un representante. El Comité Paralímpico Internacional (IPC, por sus siglas en inglés), solicitó esta participación. En este evento El Salvador se agenció la primera medalla de oro y dos de plata mediante la atleta Claudia Palacios, quien actualmente es parte de la selección de Estados Unidos. En este evento y acompañado por el Doctor Pedro Banchón, se recibe el documento para integrarse al IPC, a lo cual las autoridades no le hacen caso por no haber participado una persona de INDES. Jorge Ochoa realiza una crítica constructiva al Presidente de la República Francisco Flores y al presidente de INDES Ing. Enrique Molins, lo cual es mal interpretado y no es bien visto.
En los Juegos Paralímpicos de Australia del año 2000, Claudia Palacios obtiene un 6 lugar en la semifinal, no clasificando a la final. En el 2001 y 2002 se sostienen reuniones con las Asociaciones Deportivas de Ciegos y Amputados en el Consejo Nacional de Atención Integral a la Persona con Discapacidad, (CONAIPD), para recomendarles que hagan sus gestiones de legalización. Para los Juegos Paralímpicos de Athenas de 2004 invitan a El Salvador y nos brindan dos Wild Cards para atletismo. En la Asamblea General de la IPC, de nuevo dan la recomendación de hacer incidencia en el ente rector del deporte salvadoreño, es decir al Instituto Nacional de los Deportes de El Salvador (INDES), para que adquiera el compromiso de espaldar y legalizar a las Asociaciones Deportivas existentes.
Actualmente, hay tres asociaciones que forman parte del Comité Paralímpico de El Salvador: Asociación Salvadoreña Deportiva de Ciegos (ASADEPCI); Asociación Salvadoreña del Deporte Sobre Silla de Ruedas (ASADESIR); y Asociación Salvadoreña de Fútbol de Amputados (ASFA). Y en proceso de ser legalizadas: la Asociación Salvadoreña de Sordos; la Asociación de Intelectuales y la Asociación de Parálisis Cerebral.

## Deportes
- Esquí Alpino
- Tiro con arco
- Atlétismo
- Boccia
- Equitación
- Fútbol 5
- Fútbol 7
- Golbol
- Hockey sobre Hielo
- Judo
- Para-Canotaje
- Para-Ciclismo
- Para-Triatlón
- Levantamiento de Peso
- Remo
- Vela
- Tiro
- Voleibol Sentado
- Natación
- Para-Tenis de Mesa
- Baloncesto en Silla de Ruedas
- Curling en Silla de Ruedas
- Baile en Silla de Ruedas
- Esgrima en Silla de Ruedas
- Rugby en Silla de Ruedas
- Tenis en Silla de Ruedas

## Tenistas en silla de ruedas Salvadoreños[2]
- Roberto Molina